# Brigada

Símbolo tático de uma brigada de infantaria da OTAN.

Uma brigada constitui uma unidade militar existente nas forças armadas da maioria dos países. Tradicionalmente, a brigada corresponde à grande unidade de menor escalão de cada exército, sendo comandadas pelos seus oficiais generais de menor patente. Tipicamente, cada brigada é composta por vários regimentos ou batalhões. Várias brigadas podem formar uma divisão.
Além dos exércitos, a brigada também existe em outras organizações militares e policiais, podendo aí ter no entanto caraterísticas completamente diferentes.
As modernas brigadas de combate incluem normalmente unidades operacionais de várias armas, sendo por isso também referidas como "brigadas de armas combinadas". Cada tipo de brigada tem uma predominância de unidades de manobra de uma determinada arma. As brigadas blindadas têm predominância de carros de combate, as mecanizadas predominância de cavalaria mecanizada, as aerotransportadas predominância de paraquedistas e as de infantaria predominância de infantaria motorizada. Apesar da predominância de unidades de uma dada arma, todas as brigadas incluem também unidades ou subunidades de outras armas de manobra, de armas de apoio (como artilharia, engenharia e comunicações) e de serviços (como logística, manutenção de material e saúde). Além das suas unidades e subunidades orgânicas, a uma brigada podem ser adidos temporariamente outros elementos, para o desempenho de uma determinada missão.
Também podem existir brigadas especializadas que incluem unidades operacionais de uma única arma ou serviço. Exemplos são as brigadas de artilharia, de defesa antiaérea, de aviação, de engenharia, de comunicações e de logística.
Além das brigadas integradas em divisões, existem também brigadas independentes que podem operar de uma forma autónoma. A típica brigada padrão dos exércitos da OTAN inclui um efetivo situado entre os 3.000 e os 5.000 militares, com três ou quatro batalhões de manobra, um batalhão de artilharia e outros elementos de apoio. Este padrão é seguido por quase todos os exércitos do mundo. 
No período compreendido entre a Primeira Guerra Mundial e a década de 1960, a maioria dos exércitos eliminou o escalão brigada da organização das suas divisões, passando os regimentos a depender diretamente dos comandos divisionários. Este tipo de organização ainda se mantém, por exemplo, nos exércitos da Rússia e da República Popular da China. Já a maioria dos exércitos ocidentais, durante as décadas de 1950 e 1960, seguiu o caminho contrário, re-introduzindo a brigada e eliminando o regimento da organização operacional. 
Tradicionalmente, os comandantes de brigada tinham o posto de brigadeiro, o qual, conforme os exércitos poderia ser considerado ainda um posto de oficial superior, um posto intermediário ou já o primeiro posto de oficial general. Hoje em dia, de acordo com a organização de cada exército, a brigada pode ser comandada por um coronel, por um brigadeiro ou por um oficial general com um posto que poderá designar-se, conforme o caso, "brigadeiro-general" ou "general de brigada". O comandante de brigada é apoiado por um comando e estado-maior mais ou menos alargado, conforme a brigada é independente ou está integrada numa divisão. O chefe de estado-maior é normalmente um coronel ou um tenente-coronel. Algumas brigadas também poderão ter um segundo comandante.

## Origem
O termo "brigada" tem origem no italiano "brigata" (usado, por exemplo, na introdução do Decameron, onde se refere a um grupo de dez) ou no francês antigo brigare (significando "companhia" de tamanho indefinido), o qual, por sua vez, deriva da raiz celta briga, que significa "luta".
Como unidade tática, a brigada foi inventada pelo rei sueco Gustavo Adolfo, no século XVII. Foi introduzida durante a Guerra dos Trinta Anos, com o objetivo de ultrapassar a falta de coordenação entre as ações dos diversos regimentos dos exércitos em operações. Com esse objetivo foram criadas brigadas com vários regimentos cada uma, os quais passaram a ser coordenados pelos comandantes daquelas.
A brigada era uma unidade mista, bem equilibrada, compreendendo infantaria, cavalaria e normalmente também artilharia, sendo modelada à medida de cada missão que lhe fosse atribuída. A brigada era assim, uma versão primitiva dos modernos agrupamentos táticos ou forças-tarefas. Normalmente, incluía dois regimentos.
O modelo sueco da brigada foi copiado pelo general francês Turenne, que a tornou numa unidade permanente. Para exercer o seu comando, em 1667, Turenne solicitou a criação de um posto específico de oficial, designado "brigadier des Armées du Roi" (brigadeiro dos Exércitos do Rei).
A brigada foi depois, sucessivamente, introduzida em quase todos os países da Europa, agrupando dois regimentos na maioria dos exércitos. 
A partir do final do século XVIII, com a introdução da divisão, esta acabou por ser tornar na principal grande unidade de armas combinadas dos exércitos. As brigadas deixaram de ser unidades de armas combinadas e sim meras subdivisões da divisão, agrupando regimentos da mesma arma. Este sistema manteve-se até à Primeira Guerra Mundial.
Na sequência da Primeira Guerra Mundial, a maioria dos exércitos simplificou a organização das suas grandes unidades, eliminando a brigada como escalão intermédio entre o regimento e a divisão. A excepção foi o Exército Britânico que manteve brigadas de uma só arma, com as funções que os regimentos táticos desempenhavam nos outros exércitos, sendo inclusivamente comandadas por coronéis.
A seguir à Segunda Guerra Mundial, os exércitos da OTAN seguiram um caminho contrário ao que tinha sido percorrido no período Entre-Guerras. Foi eliminado o regimento tático e foi re-introduzida a brigada como unidade de armas combinadas. Este tipo de brigada ficou conhecida como "brigada do tipo Landcent", uma vez que foi inicialmente introduzida nas forças atribuídas ao Landcent (Forças Aliadas Terrestres na Europa Central) da OTAN. Neste novo modelo de organização, grande parte das tropas de armas e serviços de apoio divisionário foram distribuídas pelas brigadas de cada divisão, de modo a que as mesmas pudessem operar com grande autonomia. Os anteriores regimentos táticos não podiam dispor dessa autonomia, uma vez que apenas incluíam tropas de uma única arma, necessitando sempre do apoio de unidades divisionárias das outras armas e serviços. Este modelo de organização foi seguido por quase todos os exércitos ocidentais, mas não foi seguido pelos exércitos do Pacto de Varsóvia e outros neles inspirados, que mantiveram a organização do tipo divisão-regimento. 
Atualmente, no período em que as forças armadas dos países ocidentais têm vindo a empenhar-se sobretudo em conflitos de baixa intensidade, em detrimento da guerra convencional, a brigada assumiu o antigo lugar da divisão como a principal grande unidade de combate, mesmo em exércitos de grande dimensão.

## Brigadas por países

### Brasil

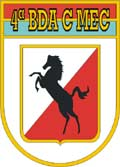
4ª Cavalaria Mecanizada brasileira

A brigada é a Grande Unidade básica do Exército Brasileiro, composta de elementos de combate—três a quatro batalhões—apoio de combate e apoio logístico e capaz de operação independente. É comandada por um general-de-brigada. Na infantaria pode ser paraquedista, motorizada (3ª,8ª,9ª,10ª,13ª,14ª), mecanizada (15ª), blindada (6ª), de fronteira (18ª), de selva (1ª,2ª,22ª,23ª), leve (11ª), aeromóvel (12ª) ou de montanha (4ª).  Na cavalaria, mecanizada (1ª,2ª,3ª,4ª) ou blindada (5ª). Existe ainda uma brigada de artilharia antiaérea. Seis delas são de emprego estratégico: as paraquedista, 12ª aeromóvel, 15ª mecanizada e 23ª de selva de infantaria e as 4ª mecanizada e 5ª blindada de cavalaria.
Em 1908 foram estabelecidas cinco "Brigadas Estratégicas" e três brigadas de cavalaria. Em 1910, uma Brigada Mista. A de cavalaria tinha três regimentos e um grupo de artilharia a cavalo, enquanto a estratégica com seus três regimentos de infantaria a três batalhões cada era "pesada", comparável a uma divisão. Em 1915 as Brigadas Estratégicas foram substituídas pelas Divisões de Exército. Estas tinham subordinadas duas brigadas de infantaria (dois regimentos cada) e uma brigada de artilharia. A 3ª, no Rio de Janeiro, tinha ainda uma brigada de dois regimentos de cavalaria. Em 1921 as Divisões de Exército tornaram-se de Infantaria, enquanto as brigadas de cavalaria foram elevadas a divisões, cada uma com duas brigadas de dois regimentos cada. As brigadas não tinham meios de apoio para operar de forma independente; haviam perdido sua centralidade às divisões. O declínio continuou em 1938, com a substituição das brigadas de infantaria e artilharia por comandos de Infantaria (a três regimentos) e Artilharia Divisionária sob generais de brigada. Já as brigadas das divisões de cavalaria foram eliminadas em 1939. Persistiu uma Brigada Mista no Mato Grosso, mas sem capacidade de operação autônoma. Brigadas também constaram na organização da 7ª Divisão de Infantaria à época da Segunda Guerra.
As reformas organizacionais dos anos 60 e 70 trouxeram a brigada de volta ao centro. Passou a ter não só batalhões (na infantaria os regimentos foram suprimidos) como também a artilharia, engenharia, comunicações e logística necessárias para ter autonomia. As divisões de infantaria tornaram-se Divisões de Exército, sem constituição fixa e natureza específica, para coordenar as brigadas. Brigadas de infantaria surgiram a partir das infantarias divisionárias, outras conversões (divisão aeroterrestre, brigada mista e GUEs) e criações novas. As divisões de cavalaria e blindada tornaram-se as novas brigadas de cavalaria. 
A motorização e mecanização atingiram as unidades movidas a pé e a cavalo. A Brigada de Cavalaria Mecanizada tinha dois Regimentos de Cavalaria Mecanizada, movidos em blindados sobre rodas, e um Regimento de Cavalaria Blindado sobre lagartas, metade de fuzileiros e metade de carros de combate. Já a Cavalaria Blindada tinha dois Regimentos de Carros de Combate, um de Cavalaria Blindado e um de Infantaria Blindado. 
A nova brigada de infantaria tinha várias categorias. Sem designação especial ou Motorizada, com três batalhões e um Esquadrão de Cavalaria Mecanizado para reconhecimento. Paraquedista, com três batalhões, inteiramente paraquedista ou ao menos aeromóvel, e esquadrão que não chegou a ser mecanizado, movendo-se em jipes e outros veículos. Blindada, com um Batalhão de Infantaria Motorizado, dois Batalhões de Infantaria Blindados e um Regimento de Carros de Combate. Numa novidade, de Selva com três batalhões. A artilharia de campanha era um grupo por brigada, autopropulsado para a Infantaria e Cavalaria Blindadas. Outros elementos incluíam a Bateria de Artilharia Antiaérea, Companhia de Comando, Batalhão de Engenharia de Combate, Batalhão Logístico, Companhia de Comunicações e Pelotão de Polícia do Exército.
Nos anos 80 planos para o desenvolvimento do Exército pretendiam a elevação do nível tecnológico e a redistribuição geográfica da força, prevendo para tanto uma série de mudanças no rol de brigadas, mas devido à escassez de recursos sua concretização tipicamente não ocorreu, foi demorada ou ocorreu pela transformação/supressão de unidades existentes. Eram a criação da Brigada de Aviação do Exército, realizada em 1989, hoje Comando; de duas brigadas motorizadas no Nordeste, não realizada; de duas brigadas de selva em Roraima e no Amapá, concretizada movendo e redesignando as 1ª e 2ª brigadas de infantaria a Roraima (1991) e Amazonas (2004), e ainda movendo e redesignando a 16ª de infantaria ao Amazonas (1993); de uma brigada aeromóvel em Goiás, concretizada redesignando a 12ª de infantaria em São Paulo (1995); de uma brigada de cavalaria em Santa Catarina, concretizada extinguindo a 5ª cavalaria blindada e dando seu número e designação à 5ª de infantaria blindada (2005); e a transformação da 4ª infantaria em brigada de montanha, realizada em 2013. 
Ocorreram ainda a criação em 2003 de uma Brigada de Operações Especiais em Goiás (hoje Comando), suprimindo para tanto dois batalhões da 3ª infantaria, e em 2005 a transferência do material da 11ª infantaria blindada para a 6ª, tornando-se então de "Infantaria Leve (Garantia da lei e da ordem)", e em 2013, simplesmente "Infantaria Leve". A distinção entre as brigadas de cavalaria e infantaria blindada sumiu em 2003, com ambas tendo dois batalhões de infantaria blindada e dois regimentos de carros de combate. A partir dos anos 2010 surgiu o conceito da Brigada de Infantaria Mecanizada, equipada com o blindado sobre rodas Guarani, substituindo a infantaria motorizada. Terá três Batalhões de Infantaria Mecanizada, um Regimento de Carros de Combate sobre rodas, artilharia autopropulsada e engenheiros mecanizados. A primeira a passar por essa transformação foi a 15ª, em 2013.
| Cronologia das brigadas brasileiras | Cronologia das brigadas brasileiras | Cronologia das brigadas brasileiras | Cronologia das brigadas brasileiras | Cronologia das brigadas brasileiras |
| 1921                                | 1960                                | 1980                                | 2000                                | 2020                                |
| ----------------------------------- | ----------------------------------- | ----------------------------------- | ----------------------------------- | ----------------------------------- |
| -                                   | Nu D Aet (GB)                       | Bda Inf Pqdt (RJ)                   | Bda Inf Pqdt (RJ)                   | Bda Inf Pqdt (RJ)                   |
| -                                   | GUEs (GB)                           | 1ª Bda Inf Mtz (RJ)                 | 1ª Bda Inf Sl (RR)                  | 1ª Bda Inf Sl (RR)                  |
| 1ª Bda Inf (DF)                     | ID/1 (GB)                           | 2ª Bda Inf (RJ)                     | 2ª Bda Inf Mtz (RJ)                 | 2ª Bda Inf Sl (AM)                  |
| -                                   | -                                   | 3ª Bda Inf Mtz (GO)                 | 3ª Bda Inf Mtz (GO)                 | 3ª Bda Inf Mtz (GO)                 |
| 8ª Bda Inf (MG)                     | ID/4 (MG)                           | 4ª Bda Inf (MG)                     | 4ª Bda Inf Mtz (MG)                 | 4ª Bda Inf L Mth (MG)               |
| -                                   | ID/5 (PR)                           | 5ª Bda Inf Bld (PR)                 | 5ª Bda Inf Bld (PR)                 | 5ª Bda C Bld (PR)                   |
| -                                   | ID/6 (RS)                           | 6ª Bda Inf Bld (RS)                 | 6ª Bda Inf Bld (RS)                 | 6ª Bda Inf Bld (RS)                 |
| -                                   | ID/7 (RN)                           | 7ª Bda Inf Mtz (RN)                 | 7ª Bda Inf Mtz (RN)                 | 7ª Bda Inf Mtz (RN)                 |
| 5ª Bda Inf (RS)                     | ID/3 (RS)                           | 8ª Bda Inf Mtz (RS)                 | 8ª Bda Inf Mtz (RS)                 | 8ª Bda Inf Mtz (RS)                 |
| -                                   | -                                   | GUEs/9ª Bda Inf Mtz (RJ)            | GUEs/9ª Bda Inf Mtz (RJ)            | GUEs/9ª Bda Inf Mtz (RJ)            |
| -                                   | -                                   | 10ª Bda Inf Mtz (PE)                | 10ª Bda Inf Mtz (PE)                | 10ª Bda Inf Mtz (PE)                |
| -                                   | (SP)                                | 11ª Bda Inf Bld (SP)                | 11ª Bda Inf Bld (SP)                | 11ª Bda Inf Mtz (SP)                |
| 4ª Bda Inf (SP)                     | ID/2 (SP)                           | 12ª Bda Inf (SP)                    | 12ª Bda Inf L Amv (SP)              | 12ª Bda Inf L Amv (SP)              |
| -                                   | -                                   | 13ª Bda Inf Mtz (MT)                | 13ª Bda Inf Mtz (MT)                | 13ª Bda Inf Mtz (MT)                |
| -                                   | -                                   | 14ª Bda Inf Mtz (SC)                | 14ª Bda Inf Mtz (SC)                | 14ª Bda Inf Mtz (SC)                |
| -                                   | -                                   | 15ª Bda Inf Mtz (PR)                | 15ª Bda Inf Mtz (PR)                | 15ª Bda Inf Mec (PR)                |
| -                                   | -                                   | 16ª Bda Inf Mtz (RS)                | 16ª Bda Inf Sl (AM)                 | 16ª Bda Inf Sl (AM)                 |
| -                                   | -                                   | 17ª Bda Inf Sl (RO)                 | 17ª Bda Inf Sl (RO)                 | 17ª Bda Inf Sl (RO)                 |
| Bda Ms (MT)                         | 2ª Bda Ms (MT)                      | 2ª Bda Ms (MT)                      | 18ª Bda Inf Fron (MT)               | 18ª Bda Inf Fron (MT)               |
| -                                   | -                                   | -                                   | -                                   | 22ª Bda Inf Sl (AP)                 |
| -                                   | -                                   | 23ª Bda Inf Sl (PA)                 | 23ª Bda Inf Sl (PA)                 | 23ª Bda Inf Sl (PA)                 |
| 1ª Bda C/1ª DC (RS)                 | 1ª DC (RS)                          | 1ª Bda C Mec (RS)                   | 1ª Bda C Mec (RS)                   | 1ª Bda C Mec (RS)                   |
| 2ª Bda C/1ª DC (RS)                 | 1ª DC (RS)                          | 1ª Bda C Mec (RS)                   | 1ª Bda C Mec (RS)                   | 1ª Bda C Mec (RS)                   |
| 3ª Bda C/2ª DC (RS)                 | 2ª DC (RS)                          | 2ª Bda C Mec (RS)                   | 2ª Bda C Mec (RS)                   | 2ª Bda C Mec (RS)                   |
| 4ª Bda C/2ª DC (RS)                 | 2ª DC (RS)                          | 2ª Bda C Mec (RS)                   | 2ª Bda C Mec (RS)                   | 2ª Bda C Mec (RS)                   |
| 5ª Bda C/3ª DC (RS)                 | 3ª DC (RS)                          | 3ª Bda C Mec (RS)                   | 3ª Bda C Mec (RS)                   | 3ª Bda C Mec (RS)                   |
| 6ª Bda C/3ª DC (RS)                 | 3ª DC (RS)                          | 3ª Bda C Mec (RS)                   | 3ª Bda C Mec (RS)                   | 3ª Bda C Mec (RS)                   |
| -                                   | 4ª DC (MT)                          | 4ª Bda C Mec (MS)                   | 4ª Bda C Mec (MS)                   | 4ª Bda C Mec (MS)                   |
| -                                   | DB (GB)                             | 5ª Bda C Bld (RJ)                   | 5ª Bda C Bld (RJ)                   | -                                   |

### EUA

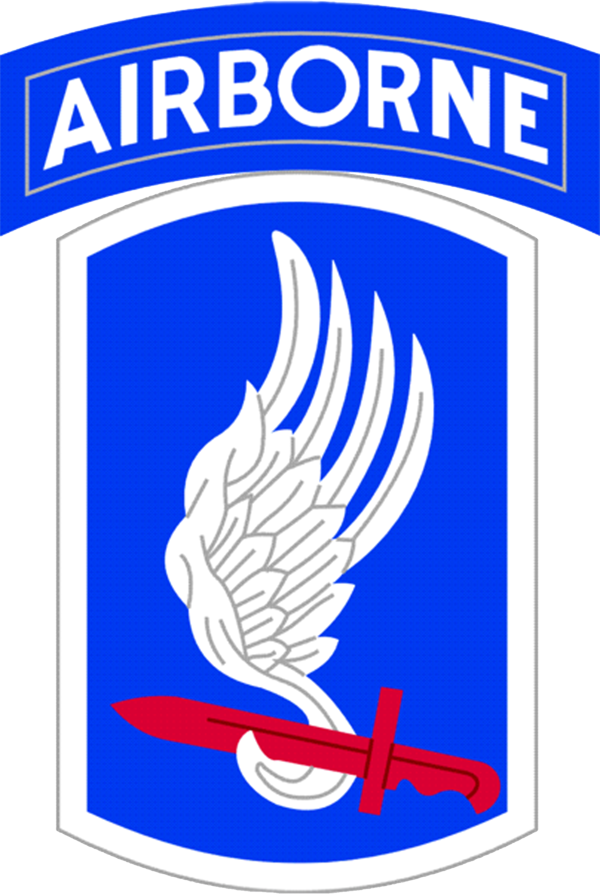
Distintivo da 173ª BCT Aerotransportada do Exército dos EUA.

No Exército dos EUA, uma brigada é uma unidade menor que a divisão, sendo maior que um regimento. O efetivo típico situa-se entre os 2.500 e os 4.000 militares. 
No passado, as brigadas do Exército dos EUA eram compostas por entre dois e cinco regimentos. Este tipo de organização esteve em vigor durante a Guerra Civil Americana e a Primeira Guerra Mundial, sendo abandonado antes da Segunda Guerra Mundial, altura em que as divisões foram reorganizadas, passando a basear-se em cinco regimentos de infantaria.
Modernamente, o Exército dos EUA adoptou as formações do tipo BCT — brigade combat team (equipe de combate brigada), as quais contêm tanto unidades de combate, como unidades de apoio. Existem três tipos de BCT: as pesadas, as Striker e as de infantaria. As BCT pesadas baseiam-se em três batalhões de armas combinadas equipados, tanto com carros de combate M1 Abrams, como com veículos de combate de cavalaria Bradley M3. As BCT Striker baseiam-se em três batalhões de infantaria equipados com veículos blindados de transporte de pessoal de rodas Striker. As BCT de infantaria baseiam-se em três batalhões de infantaria ligeira, de assalto aéreo ou aerotransportados. Os três tipos de BCT dispõem ainda de um esquadrão de cavalaria, de um batalhão de fogos (artilharia de campanha), de um batalhão de tropas especiais de brigada e de um batalhão de suporte de brigada. As BCT constituem agora o padrão de organização tanto no Exército Ativo como na Reserva do Exército e na Guarda Nacional do Exército.
No Corpo de Fuzileiros Navais dos EUA, as brigadas são apenas formadas para o desempenho de certas missões, sob a forma de MEB — Marine Expedicionary Brigades (Brigadas Expedicionárias de Infantaria Naval), uma vez que — ao contrário do Exército dos EUA — os U.S. Marines mantêm o regimento como unidade tática integral. Cada MEB é comandada por um coronel e é organizada com os elementos necessários para o desempenho da missão atribuída. Tipicamente inclui um elemento de comando, um elemento de combate terrestre baseado num regimento de infantaria reforçado, um elemento de aviação de combate com base num grupo de aviação e um elemento de logística de combate.
Os comandantes de brigada expedicionária são apoiados por um quartel-general e estado-maior aumentado que inclui tipicamente: segundo comandante de brigada, sargento-mor de comando da brigada, oficial de pessoal (S1), oficial de inteligência (S2), oficial de operações (S3), oficial de logística (S4), oficial de comunicações (S6), oficial médico, oficial jurídico e capelão de brigada, além de outro pessoal de apoio.

### França
Depois de 1999 e da profissionalização das forças armadas, a brigada tornou-se a maior unidade orgânica do Exército de Terra Francês. Cada brigada tem um efetivo situado entre os 7.000 e os 8.000 militares, sendo composta por cinco a oito regimentos, que podem ser de uma só arma ou de várias armas. As brigadas constituem, essencialmente, grandes unidades administrativas em tempo de paz, responsáveis pelos batalhões e de outros elementos para constituírem agrupamentos táticos a serem empregados operacionalmente.
Nas Forças Armadas Francesas, também são designadas "brigadas" as pequenas unidades — com cinco a dez efetivos, das tradicionais armas montadas do Exército — que incluem a artilharia, a cavalaria, o comissariado, o corpo técnico e administrativo, o trem e o material. A chefia de cada brigada é inerente a um praça com o posto de brigada, equivalente ao posto de cabo das armas a pé.
Estando tradicionalmente associada às armas montadas, na Gendarmaria Nacional, a brigada é a unidade base de implantação territorial. Cada brigada é chefiada por um brigadeiro (equivalente ao cabo das armas a pé). As brigadas de Gendarmaria formam uma malha na totalidade do território francês, estando normalmente situadas nas sedes de cantão. Existem brigadas territoriais autónomas e comunidades de brigadas, as quais estão dependentes de uma companhia situada na sede de cada arrondissement.

### Portugal

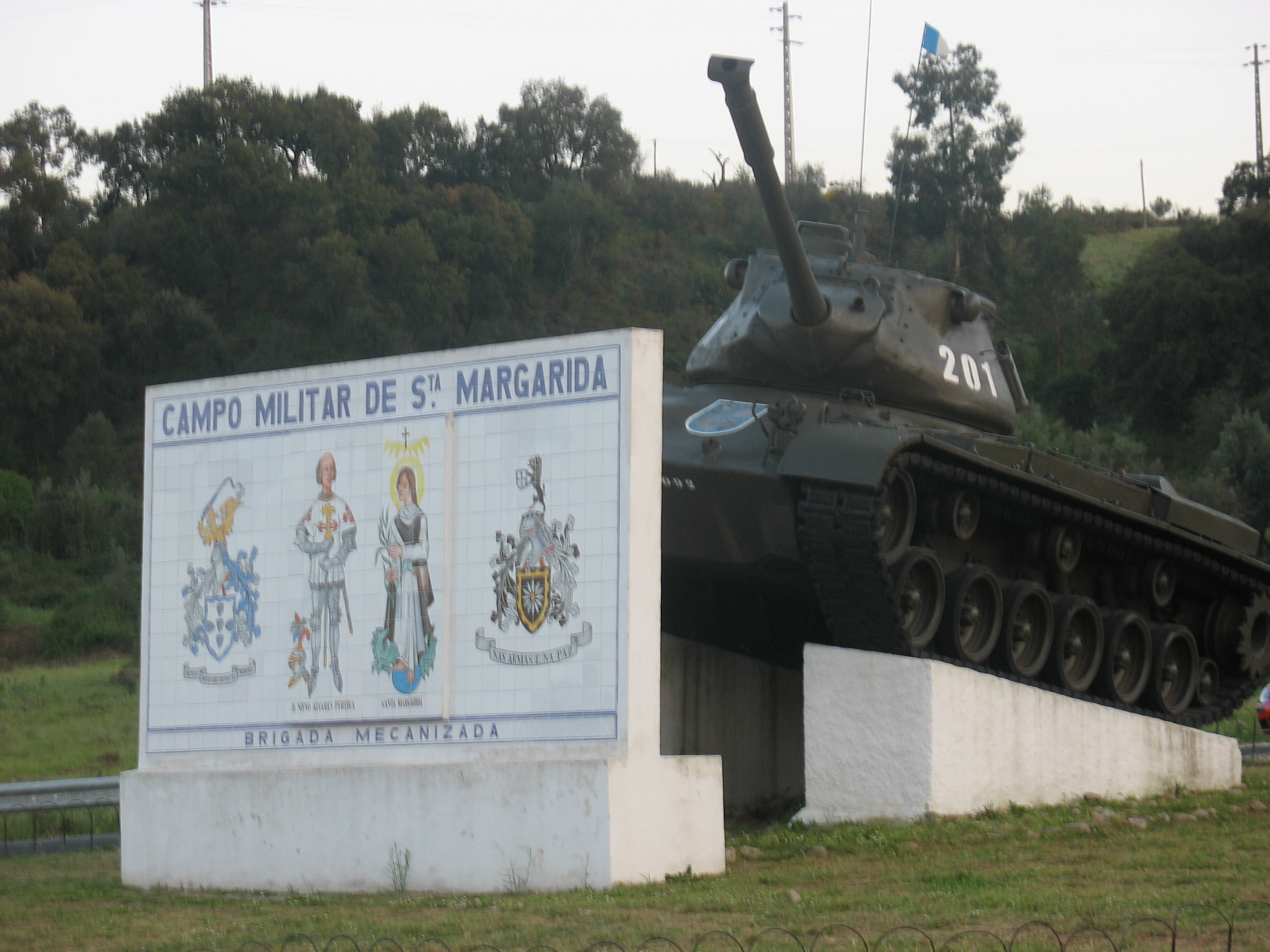
Entrada do Campo Militar de Santa Margarida, sede da Brigada Mecanizada.

A brigada foi introduzida no Exército Português na sequência da sua reorganização de 1707, altura em que o mesmo estava empenhado na Guerra da Sucessão de Espanha. Foram criadas brigadas de infantaria, de cavalaria e de dragões, cada qual composta por dois regimentos da arma respectiva. Estas brigadas não constituíam unidades táticas, mas sim unidades meramente administrativas. Cada brigada seria comandada pelo coronel de um dos seus dois regimentos. Em 1708, foi introduzido o posto de brigadeiro — intermediário entre os de oficial superior e de oficial general — para ser atribuído aos comandantes de brigada. Este posto destinava-se a dar tirocínio aos coronéis no comando de vários regimentos, para os preparar para aceder ao primeiro posto de oficial general que, na época, era o de sargento-mor de batalha (correspondendo ao atual major-general).
Em 1797, é criada a Brigada Real da Marinha, a partir da fusão dos dois regimentos de infantaria e do regimento de artilharia da Marinha. A Brigada Real da Marinha é comandada por um oficial general com uma patente igual ou superior a chefe de esquadra (equivalente ao atual contra-almirante), sendo composta pelas divisões de artilheiros, de fuzileiros e de artífices e lastradores, cada uma delas equivalente a um regimento. A Brigada teria um efetivo total de mais de 5.000 oficiais e marinheiros.
Na transição do século XVIII para o XIX, a brigada aparece já como grande unidade tática dos exércitos portugueses envolvidos na Campanha do Rossilhão e na Guerra das Laranjas. Nessa época, as brigadas são comandadas normalmente por oficiais generais com o posto de marechal de campo (que sucedeu ao de sargento-mor de batalha em 1762), só algumas sendo comandadas por brigadeiros.
Entretanto, a partir da Campanha do Rossilhão também passam a ser designadas "brigadas" as batarias de artilharia de campanha do Exército Português, designação esta que será usada até 1836. Cada uma destas brigadas de artilharia é, normalmente, comandada por um capitão, com efetivo de cerca de 130 militares e seis bocas de fogo. A maioria das brigadas são de artilharia montada (brigadas volantes), mas são também formadas brigadas de montanha equipadas com bocas de fogo mais ligeiras.
Em 1801, são também criadas três brigadas de engenheiros, cada uma chefiada por um brigadeiro do Real Corpo de Engenheiros. Ao contrário das brigadas das outras armas, as brigadas de engenheiros dispõem de um efetivo reduzido, sendo compostas apenas por oficiais. As brigadas de engenheiros estavam sedeadas em Évora, Santarém e Guimarães, competindo-lhes a direção dos trabalhos de engenharia militar, respetivamente, nas províncias do Sul, do Centro e do Norte do país.
A organização do Exército Português de 1806 estabelece três grandes divisões militares, cada uma constituída por quatro brigadas de infantaria e oito brigadas de milícias, com dois regimentos por brigada. Para além daquelas, são criadas também 24 brigadas de ordenanças.
Na Guerra Peninsular, os regimentos portugueses combatem integrados no Exército Anglo-Luso, formando brigadas portuguesas endivisionadas com brigadas britânicas, em divisões mistas luso-britânicas. Na famosa Divisão Ligeira, os batalhões de caçadores portugueses são inclusive embrigadados com batalhões britânicos, formando brigadas luso-britânicas.
Em 1864, no Exército Português, é extinto o posto de brigadeiro e o posto de major-general — que tinha sucedido ao de marechal de campo em 1862 — passa a chamar-se "general de brigada". Passa assim a haver um único posto inerente ao comando de uma brigada. Durante o século XIX, as brigadas tornar-se-ão cada vez mais meras unidades administrativas e de instrução, com a divisão tendo o papel de única grande unidade operacional.
O posto de general de brigada é extinto em 1911, altura em que passa a existir no Exército Português um único posto de oficial general designado simplesmente "general". Durante a Primeira Guerra Mundial, as divisões do Corpo Expedicionário Português — enviado para combater na Frente Ocidental — abandonam a organização normal em duas brigadas de infantaria a dois regimentos, em detrimento de uma organização, segundo o modelo britânico, de três brigadas a quatro batalhões. Cada uma destas brigadas de infantaria é comandada por um coronel, funcionando na prática, como um regimento tático.
Na organização de 1926, seguindo o modelo internacional então vigente, a brigada é eliminada da organização da infantaria do Exército Português, que passa a ser composto por divisões "triangulares", baseadas cada uma em três regimentos de infantaria. Estas divisões só seriam levantadas por mobilização, em caso de necessidade. São no entanto, mantidas duas brigadas de cavalaria, que passam a ser as maiores unidades permanentes em tempo de paz. As brigadas de cavalaria são unidades estratégicas, sendo cada uma das quais organizada como uma pequena divisão com base em dois regimentos de cavalaria, um a cavalo e o outro motorizado.
A base da organização estabelecida em 1926 mantém-se até 1960, altura em que o Exército Português segue o padrão da OTAN e adota a divisão do tipo Landcent, na qual os três regimentos de infantaria são substituídos por três brigadas de armas combinadas. A criação da 1ª Brigada Mista Independente em 1976 confirma a brigada como a principal grande unidade do Exército Português. Em 2006, as brigadas assumem ainda mais importância ao herdarem grande parte das funções das então extintas regiões militares e outros comandos de natureza territorial. Hoje em dia, o Exército Português inclui a Brigada Mecanizada, a Brigada de Reação Rápida e a Brigada de Intervenção.

### Reino Unido
Atualmente, o Exército Britânico dispõe de brigadas operacionais e de brigadas regionais. As brigadas regionais são apenas formações administrativas e de instrução destinadas a enquadrar algumas das unidades localizadas em determinada região, sobretudo as pertencentes ao Exército Territorial. As brigadas operacionais são grandes unidades de combate de armas combinadas, compreendendo de três a cinco batalhões. Podem ser blindadas, mecanizadas, de infantaria ligeira ou de assalto aéreo.
Os Royal Marines dispõem da Brigada Comando 3 (3 Comando Brigade) que constitui atualmente a única grande unidade de manobra do corpo. A Brigada Comando 3 baseia-se em três comandos (unidades equivalentes a batalhões) de infantaria, apoiados por elementos de assalto anfíbio, de informações e comunicações, de logística e de apoio blindado dos próprios Marines, por unidades de infantaria, artilharia e de engenharia do Exército, podendo além disso receber apoio aéreo e de forças especiais.
O termo "brigada" foi também aplicado às unidades de escalão batalhão da Artilharia Real do Exército Britânico, entre 1859 e 1938, altura em que o termo foi substituído pelo de "regimento". Isto era explicado porque — ao contrário dos batalhões de infantaria e dos regimentos de cavalaria que eram orgânicos — as unidades orgânicas da artilharia eram as batarias numeradas individualmente, as quais eram "embrigadadas" umas com as outras. Anteriormente, inclusive durante as Guerras Napoleónicas, o termo "brigada" tinha sido aplicado às batarias de artilharia de campanha, cada qual equipada normalmente com seis bocas de fogo.

### Citações
1. ↑  Pedrosa 2018, pp. 214-215.
2. ↑  BRASIL, Ministério da Defesa. Glossário das Forças Armadas. 5ª ed., 2015. Verbetes "Brigada" (p. 50) e "Grande Unidade" (p. 130).
3. ↑  Pedrosa 2018, p. 278.
4. ↑  Portal Brasileiro de Dados Abertos – Organizações Militares(OM). Consultado em 28 de dezembro de 2020.
5. ↑  SISPRON - o Sistema de Prontidão do Exército Brasileiro (23 de outubro de 2020). DefesaNet. Consultado em 12 de janeiro de 2021.
6. ↑  Faria 2015, p. 367.
7. ↑  Rodrigues 2020.
8. ↑  Pedrosa 2018, pp. 135-136.
9. ↑  Magalhães 1998, pp. 325-326.
10. ↑  BRASIL, Decreto nº 11.497, de 23 de Fevereiro de 1915. Faz a remodelação do Exercito Nacional. Diário Oficial da União, Rio de Janeiro, p. 2275, 28 de fevereiro de 1915.
11. ↑  Pedrosa 2018, p. 137.
12. ↑  Magalhães 1998, pp. 336-337.
13. ↑  Magalhães 1998, p. 361.
14. ↑  BRASIL, Decreto-lei nº 609, de 10 de agosto de 1938. Organiza os Comandos das Armas e dá outras providências. Diário Oficial da União, Rio de Janeiro, p. 16066, 12 de agosto de 1938.
15. ↑  BRASIL. Arquivo Histórico do Exército (AHEx). Catálogo de destino dos acervos das Organizações Militares do Exército Brasileiro. Rio de Janeiro, 2020, 2ª ed. pp. 374-375
16. ↑  AHEx (2020) p. 387.
17. ↑  Pedrosa 2018, p. 145.
18. ↑  Pedrosa 2018, pp. 162-189.
19. ↑  Aguiar Siqueira 2019, pp. 22-37.
20. ↑  Aguiar Siqueira 2019, pp. 40-49.
21. ↑  Kuhlmann 2007, pp. 114-126.
22. ↑  Souza Junior 2010, cap. 3.3.
23. ↑  Deus, Walter Henrique Amaral de (10 de julho de 2013). Infantaria Mecanizada – Uma Realidade no Exército Brasileiro. DefesaNet. Consultado em 13 de janeiro de 2021.
24. ↑  Mesquita, Alex Alexandre de (23 de abril de 2015). O Grupo de Combate do Pelotão de Infantaria Mecanizada. DefesaNet. Consultado em 13 de janeiro de 2021.
25. ↑  EPEx – Guarani. Consultado em 13 de janeiro de 2021.
26. ↑  15ª Bda Inf Mec – Histórico. Consultado em 13 de janeiro de 2021.
27. ↑  AHEx (2020) pp. 371-388.
28. ↑  Pedrosa 2018, Apêndices 3 e 4.
29. ↑  AHEx (2020) p. 387